# CD47
CD47 ( Closs of Differentiation 47 ) は、インテグリン関連タンパク質(IAP) ともいわれる、細胞表面に発現する膜貫通タンパク質である。CD-47 は、マクロファージに対して“don't eat me”シグナル(「私を食べないで」シグナル)として機能するため、抗CD47抗体は、一部のがん、肺の線維症の治療に使える可能性がある。
CD47 は、赤血球を含むヒト細胞に普遍的に発現されている。

## 構造
CD47 は、免疫グロブリン スーパーファミリーに属し、インテグリンや、トロンボスポンジン-1 ( TSP-1 ) およびシグナル調節タンパク質 アルファ ( SIRPα) と結合する。 CD47は、細胞外 にN 末端とIgVドメインが１つあり、5つの膜貫通ドメイン、および短いC 末端が細胞内にある50kDaの膜受容体である。CD47 には、選択的スプライシングにより少なくとも4つのアイソフォームが生じ、細胞内のC 末端の長さのみが異なる。
骨髄型のアイソフォーム（フォーム 2）は、骨髄由来細胞と内皮で発現され、すべての組織で見られる最も広く発現されるフォームです。2 番目に豊富なアイソフォームはフォーム 4 で、主に脳と末梢神経系で発現する。

## 相互作用

### トロンボスポンジン（Thrombospondin (TSP)）
トロンボスポンジン1 (TSP-1)は血管の発達と血管形成に役割を果たす分泌型糖タンパク質である。CD47は、TSP-1に対しての高親和性受容体であり、CD47は TSP1 と結合する。一酸化窒素(NO)は血管新生の因子であり、CD47とTSP1の結合は、そのシグナル伝達を阻害し、血管新生を阻害する。 TSP-1は炎症の調整にも関与する。マクロファージが発現しているCD47にTSP-1は結合し、炎症の調節をする。

### シグナル調節タンパク質（Signal-regulatory protein (SIRP)）
骨髄細胞に存在する抑制性の膜貫通受容体であるシグナル調節タンパク質アルファ(SIRPα) と、CD47 は相互作用します。SIRPαは、単球、マクロファージ、好中球、樹状細胞、ミクログリアなどの骨髄細胞と、ニューロンで発現する。　CD47/SIRPα相互作用は双方向のシグナル伝達を引き起こし、食作用の阻害、ミクログリアによるシナプス刈り込みの阻害、マクロファージによる老化細胞の除去の阻害、赤血球の除去の阻害、造血幹細胞の除去を阻害など起こす。

### インテグリン Integrins
CD47 は、いくつかのインテグリンと結合する。

## 機能

### 腫瘍細胞
CD47 は多くの細胞に普遍的に発現している。いくつかの腫瘍細胞でCD47の発現は増加しているが、ほとんどのヒトの腫瘍細胞ではCD47の発現は正常の組織に比べてわずかに増加する程度である。

#### 血管新生
CD47は血管新生活性を阻害する。CD47のタンパク質やｍRNAは高齢者の動脈で増加している。抗CD47抗体で治療すると、高齢者の動脈の血管新生の能力が改善された。CD47のタンパク質やｍRNAはアテローム性動脈硬化症で増加していた。抗CD47抗体によりアテローム性動脈硬化が改善された。

#### 炎症反応Inflammatory response
内皮細胞 CD47 と白血球 SIRPγ 間の相互作用は、炎症部位での T 細胞経内皮遊走 (TEM) を調節する。CD47 ノックアウトマウスは、炎症領域における血中T 細胞、好中球、単球の動員の減少を示す。  CD47 は、マウス赤血球上の自己マーカーとしても機能し、赤血球が貪食を回避できるようにする。CD47 を欠く赤血球はマクロファージによって血流から急速に除去される。正常な赤血球の膜状のCD47が、SIRPα と相互作用することによって赤血球の除去が防がれる。

## 臨床的意義
CD47 は、1980 年代にヒト卵巣がんの腫瘍抗原として初めて同定された。それ以来、CD47 は、急性骨髄性白血病 (AML)、慢性骨髄性白血病(CML)、急性リンパ芽球性白血病 (ALL)、非ホジキンリンパ腫 (NHL)、多発性骨髄腫 (MM)、膀胱がんを含む複数のヒト腫瘍タイプで発現していることがわかった。 
カルレティキュリンのレベルが高いとマクロファージにより食作用を受けるが、CD47のレベルが高い場合には、がん細胞が食作用を避けることができる。 これは、がん細胞のCD47 と、マクロファージのSIRP-αの相互作用によるものであり、食作用の阻害につながる。したがって、抗 CD47 抗体でCD47をブロックすると、「私を食べないで」シグナルがオフになり、食作用が促進される。

### 創薬の候補として
抗 CD47 抗体は、マクロファージによるがん細胞の食作用の促進が期待される。さらに、抗腫瘍のT 細胞免疫応答を開始する可能性もある。抗CD47抗体による治療は、マクロファージによるがん細胞の食作用を可能にするだけでなく、免疫系が反応できる変異タンパク質をがん細胞は表示しており、がん特異的なリンパ球の活性化も促進する。 前臨床ではあるが、他の抗体との組み合わせによる相乗効果もみられ、 抗CD47抗体は、様々ながんの治療のために検討されている。例えば；びまん性大細胞型 B 細胞性リンパ腫(DLBCL) や濾胞性リンパ腫（FL）。CD47 -SIRP-αの相互作用の抗CD47抗体による阻害は小児および成人の脳腫瘍でも検討されている。

## 参照
- CD分類
- がん免疫療法